# Klasztor sióstr dominikanek w Tarnobrzegu
Klasztor sióstr dominikanek w Tarnobrzegu – Wielowsi – zabytkowy (A-532 z 22.04.1991), XIX-wieczny kompleks budynków kościelno - klasztornych Zgromadzenia Sióstr św. Dominika znajdujący się na tarnobrzeskim osiedlu Wielowieś, w tamtejszej parafii św. Gertrudy i św. Michała Archanioła, wzniesiony w latach 1861–1866 według projektu Aleksandra Gebauera (1828–1888).
Zgromadzenie zostało założone przez Matkę Kolumbę Białecką w 1861 roku. Z tyłu kościoła znajduje się grób założycielki zakonu. Z wielowiejskim klasztorem związana była bł. Julia Rodzińska.
Podczas powodzi w 2010 r. Wielowieś została całkowicie zalana, również budynków klasztornych (kuchni, pralni, refektarza, kaplicy oraz pokoi sióstr wraz z wyposażeniem) nie udało się uratować przed zalaniem.